# Породични смештај деце
Породични смештај деце је организовани облик заштите деце без родитељског старања у виду њиховог поверавања на бригу, старање и васпитање другој, посебно одабраној, мотивисаној и припремљеној породици, уз новчану накнаду. Уобичајен назив за ове породице је – хранитељска породица. Смештај у хранитељску породицу не значи прекид природног породичног континуитета јер је крајњи циљ овог облика заштите стварање могућности да се дете, после краћег или дужег времена, врати својој природној породици. Савремена пракса социјалног рада познаје више облика породичног смештаја, што у највећој мери зависи од потреба детета и могућности социјалне заједнице.
Научници и активисти су забринути због ефикасности услуга хранитељства које пружају невладине организације. Конкретно, ово се односи на ниске стопе задржавања социјалних радника. Слабе стопе задржавања приписују се преоптерећености у емоционално исцрпљујућем пољу које нуди минималну новчану надокнаду. Недостатак професионалаца који би стекли диплому социјалног рада, заједно са лошим стопама задржавања на терену, довео је до недостатка социјалних радника и створио велики број случајева за оне који одлуче да раде и остану на терену. Ефикасност задржавања радника на предметима такође утиче на укупну способност бриге о клијентима. Низак број особља доводи до ограничења података која нарушавају способност радника на предметима да на адекватан начин служе клијентима и њиховим породицама.

## Злоупотреба и немар
Од 1993. до 2002. године забележено је 107 смртних случајева; у Сједињеним Државама има око 400.000 деце на нези ван куће. Скоро 10% деце у хранитељству је у тим околностима пет и више година. Скоро половина све деце у хранитељству има хроничне здравствене проблеме. 8% све деце у хранитељству има озбиљне емоционалне проблеме, 11% деце која напуштају хранитељство је одрасло ван система, 2011. године. Деца у хранитељству доживљавају високе стопе злостављања деце, емоционалне депривације и физичког занемаривања. У једној студији у Уједињеном Краљевству „хранитељска деца су имала 7–8 пута, и деца у резиденцијалним установама 6 пута већу вероватноћу да ће педијатар проценити злостављање него дете у општој популацији“. Једна студија о хранитељској деци у Орегону и држави Вашингтон открила је да је скоро једна трећина пријавила да је била злостављана од стране хранитеља или друге одрасле особе у хранитељском дому. У „Упитнику за одговоре на трауму родитеља“ наводи се да родитељска претерана заштита може бити подједнако штетна психолошки као и занемаривање.

## Развој
Од 2019. године већина деце у систему хранитељства била је млађа од 8 година. Ове прве године су веома важне за физички и ментални развој деце. Тачније, ове прве године су најважније за развој мозга. Утврђено је да стресна и трауматска искуства имају дугорочне негативне последице на развој мозга код деце, док причање, певање и играње могу помоћи у подстицању раста мозга. Пошто је већина ове деце удаљена из својих домова због занемаривања, то значи да многа од ове деце нису искусила стабилно и стимулативно окружење које би помогло у промовисању овог неопходног раста. У једној истраживачкој студији спроведеној на Универзитету у Минесоти, истраживачи су открили да деца смештена у неродитељске домове, као што су хранитељски домови, показују значајне проблеме у понашању и виши ниво проблема са интернализацијом у поређењу са децом у традиционалним породицама, те чак и децом која су била малтретирана. од стране неговатеља. Према чланку Елизабет Кари под насловом „Пет ствари које треба да знате о томе како живот у сиротишту утиче на децу“, они наводе да ће дете које је живело у сиротишту или дому за више деце, научити вештине преживљавања, али му недостаје породичне вештине због којих никада не разумеју трајност.

## Медицински и психијатријски поремећаји
У студијама у различитим земљама утврђена је већа преваленција физичких, психичких, когнитивних и епигенетских поремећаја код деце у хранитељству. Једна студија Кејсијевих породичних програма северозападних хранитељских алумнја је била прилично опсежна и усредсређена на различите аспекте деце која су била у хранитељству. Појединци који су били у хранитељству доживљавају веће стопе физичког и психијатријског морбидитета него општа популација и пате од немогућности поверења, што може довести до неуспеха на смештају.
У Кејсијевој студији о хранитељској деци у држави Орегон и Вашингтон, откривено је да имају двоструко већу учесталост депресије, 20% у поређењу са 10% и да имају већу стопу посттрауматског стресног поремећаја (ПТСП) од борбених ветерана, при чему 25% испитаних има PTSD. Деца у хранитељским породицама има већу вероватноћу да имају хиперкинетички поремећај (ADHD), дефиците у извршном функционисању, анксиозност као и друге проблеме у развоју.
Ова деца доживљавају већи степен затварања, сиромаштва, бескућништва и самоубиства. Студије у Сједињеним Државама сугеришу да део смештаја у хранитељство може бити штетнији за децу него останак у проблематичној кући, док једна новија студија сугерише да је на ове налазе можда утицала пристрасност селекције и да хранитељство има мало утицаја на проблеме у понашању.

### Неуроразвој
Хранитељска деца имају повишен ниво кортизола, хормона стреса, у поређењу са децом коју одгајају њихови биолошки родитељи. Повишени нивои кортизола могу угрозити имунски систем. Већина процеса укључених у типичан неуроразвој заснован је на успостављању блиских негујућих односа и стимулације околине. Негативни утицаји околине током овог критичног периода развоја мозга могу имати доживотне последице.